# ویستین
ویستین (به چکی: Věstín) یک منطقهٔ مسکونی در جمهوری چک است که در شهرستان ژدار ناد سازاوو واقع شده‌است.
 ویستین ۹٫۱۳ کیلومتر مربع مساحت و ۱۸۳ نفر جمعیت دارد و ۵۴۰ متر بالاتر از سطح دریا واقع شده‌است.